# کریمه صالح جاسم
کریمه صالح جاسم (انگلیسی: Kareema Saleh Jasim؛ زادهٔ ۱۸ فوریه ۱۹۸۸) دونده دو استقامت زن کنیایی‌تبار بحرین است.
وی در مسابقات کشوری و بین‌المللی در مجموع برندهٔ ۲ مدال طلا، ۱ مدال نقره، ۲ مدال برنز شده‌است.